# Großer Komet von 178
Der Große Komet von 178 ist ein Komet, der im Jahr 178 mit dem bloßen Auge gesehen werden konnte. Er wird zu den „Großen Kometen“ gezählt.

## Entdeckung und Beobachtung
Über den Kometen ist wenig bekannt. In der chinesischen Chronik Hòu Hàn Shū aus dem 5. Jahrhundert wird von einem „Besenstern“ berichtet, der irgendwann im September 178 im Sternbild Jungfrau erschien und sich bis ins Sternbild Schlange erstreckte. Sein Schweif von zunächst einem Grad Länge entwickelte sich langsam zu 50° bis 60° Länge und muss zur damaligen Zeit einen spektakulären Anblick am Abendhimmel geboten haben. Der Schweif wurde als rötlich beschrieben, was auf einen sehr hellen Staubschweif hindeutet. Man konnte den Kometen etwa 80 Tage mit bloßem Auge beobachten, bevor er im Sternbild Eridanus außer Sicht geriet.

„Während der Herrschaft des Kaisers Hàn Língdì (168–189), im ersten Jahr der Ära Guāng Hé (178–184), erschien im achten Mond ein Besenstern im Norden der Himmelsregion Kàng. Er reichte bis in die Mitte von Tiān Shì. Er maß eine Elle an Länge. Er nahm langsam an Länge zu, bis er zwischen 50 und 60 Ellen maß. Seine Farbe war rötlich. Er wanderte im Verlauf von etwa 80 Tagen durch 10 Himmelsregionen und verschwand dann in Tiān Yuàn.“

## Umlaufbahn
Nach unsicheren Berechnungen, die angeblich auf John Russell Hind aus dem 19. Jahrhundert zurückgeführt werden, hätte der Komet Anfang September 178 sein Perihel in einem Abstand von etwa 0,5 AE zur Sonne durchlaufen. Die Bahnneigung hätte bei etwa 18° gelegen.
Wenn diese Berechnungen einigermaßen korrekt sind, könnte der Komet Mitte Oktober sehr nahe an die Erde herangekommen sein, möglicherweise auf bis zu 7,5 Mio. km (0,05 AE) Abstand, was seine großartige Erscheinung erklären würde. Er würde damit zu den 15 der Erde in historischer Zeit am nächsten gekommenen Kometen zählen.
Aufgrund der unsicheren Ausgangsdaten kann keine Aussage darüber getroffen werden, ob und gegebenenfalls wann der Komet in das innere Sonnensystem zurückkehren könnte.